# 思ってたよりフツーですね
『思ってたよりフツーですね』（おもってたよりフツーですね）は、榎本俊二による日本の漫画作品。文芸雑誌『本の旅人』（角川書店）において2008年（平成20年）1月号より連載中。単行本全3巻。「クールでニヒルな私」に憧れつつもそれが遠ざかって行く、という「浅い悩み」について著者自身が斬り込んだ、「画期的かつ自虐的」な手法を採用した作品である。回想録の部分では現在の著者が過去の著者に悪態をつく、という形を取っている。「（著者）初めての青春エッセイコミック」ということで開始されたが、「ただの日記」となっている回も多い。また著者が観た映画の紹介もされている。単行本1巻の帯には森見登美彦からコメントが寄稿されている。

## 登場人物
榎本俊二
本作品の主人公。「不惑を迎えたギャグ漫画家」。
長女
「いつもクール」な小学6年生。
長男
「ビッグサイズ」な保育園の年長。
耕野裕子
妻。ベテラン少女マンガ家。
コバヤシ
角川書店『本の旅人』の編集者。「緻密な言動」をする人物。第17話にて『本の旅人』担当から異動する。
エンドウ
『本の旅人』の編集長。「アバウトでチョイワル」。あまりの似てなさに編集部内が騒然となったとのこと。
オリイ
A田書店の編集者。「美人」だが「コワイ」らしい。
F沢
K談社の編集者。著者とは「20年来の腐れ縁」とのこと。
アベカズシゲ（阿部和重）
専門学校時代の友人。後に芥川賞作家となる。
アイカワヒロアキ（相川博昭）
高校の同級生で専門学校では1年先輩。高校では映画研究部に所属していた。現在はカメラマン。
そのほかゲストとして川上未映子、片桐仁、本谷有希子、内澤旬子、岸本佐知子、岡本太郎などが登場している。

## 書誌情報
- 榎本俊二 『思ってたよりフツーですね』 角川書店〈単行本コミックス〉、既刊3巻（2012年7月25日現在）
  1. 2009年8月28日初版発行、ISBN 978-4-04-854381-1
  2. 2011年2月28日初版発行、ISBN 978-4-04-854600-3
  3. 2012年7月25日初版発行、ISBN 978-4-04-120313-2